# Semempsés
Semerkhet foi o sétimo faraó da I dinastia egípcia. Segundo Manetão, que o denomina Semempsés (Africano), reinou 18 anos. O Cânone de Turim atribui-lhe 34 anos.
Era filho de Miebido. Durante seu governo se disse que ocorreram numerosos prodígios e uma grande calamidade caiu sobre o Egito. Seu sucessor, Bienequés, considerou-lhe usurpador do trono, pois apagou todas suas inscrições.
Diz a lenda que Semempsés fez um pacto com Anúbis (deus da morte) para ter o que ele considerava como poder absoluto. Como sacrifício Semempsés teve que matar seu melhor amigo para completar o pacto. Se esse fato é verdadeiro ou não, não temos como saber, porem os sábios da época chamavam Semempsés por: Semempsés, o feiticeiro imortal (בן האלמוות, em hebraico).
O lugar de sua sepultura é a tumba Ou, na necrópole de Umel Caabe em Abidos.